# Астрономічний енциклопедичний словник
Астрономічний енциклопедичний словник — українське енциклопедичне видання. Містить близько 3000 словникових статей з астрономії та суміжних наук.

## Автори
Астрономічний енциклопедичний словник виданий за загальною редакцією І. А. Климишина та А. О. Корсунь.
Основу словника становить рукопис «Довідника з астрономії», який було підготовлено А. О. Корсунь, Л. Р. Лісіною та Л. С. Пілюгіним.
У підготовці окремих статей брали участь:
- від ГАО НАН України:
  - Г. У. Ковальчук (фізика зір);
  - Р. І. Костик, К. В. Алікаєва, К. О. Бурлов-Васильєв (фізика Сонця);
  - М. М. Перетятко (оптика, астрономічні прилади)
  - В. С. Кислюк (Місяць)
  - Л. М. Шульман (комети);
  - Е. Г. Яновицький (теорія випромінювання);
  - А. О. Корсунь та М. Г. Родрігес (персоналії).
- від астрономічної обсерваторії Київського університету:
  - В. О. Данилевський (астрометрія);
  - В. І. Іванчук (фізика Сонця).

Окремі статті взято зі «Шкільного астрономічного довідника» І. А. Климишина та В. В. Тельнюка-Адамчука (1990).
У підготовці рукопису до друку суттєву допомогу надали К. М. Ненахова та О. В. Переход.